# Zasada jurysdykcji uniwersalnej
Zasada jurysdykcji uniwersalnej – jedna z zasad w prawie karnym, regulujących kwestie odpowiedzialności karnej za przestępstwa popełnione za granicą tego państwa. Państwo stosujące tę zasadę w swoim prawie karnym może ścigać i karać każdą osobę, także cudzoziemca, który popełnił przestępstwo w dowolnym miejscu za granicą państwa. Zwykle w porządkach prawnych państw występuje zasada uniwersalnego stosowania przepisów o pewnych rodzajów przestępstw lub osób.

## Polskie prawo
W polskim prawie karnym także stosuje się zasady jurysdykcji uniwersalnej, które są regulowane w artykułach 109–113 kodeksu karnego, gdzie artykuły 110–113 dotyczą odpowiedzialności cudzoziemców za przestępstwa popełnione za granicą.
Stosuje się tutaj zasady:
- Zasada celowości: Wprowadzenie karalności cudzoziemców za przestępstwa popełnione za granicą jest ograniczone do przypadków, gdy przemawiają za tym zasady celowości. Oznacza to, że ściganie jest możliwe, gdy jest to uzasadnione interesem państwa.
- Warunki odpowiedzialności: W każdym z przypadków warunkiem odpowiedzialności za czyn popełniony za granicą jest, aby czyn ten był uznany za przestępstwo również przez ustawę obowiązującą w miejscu jego popełnienia. Warunku tego nie stosuje się do osób, które popełniły przestępstwo w miejscu niepodlegającym żadnej władzy państwowej.

Na mocy art. 112 kk można ścigać cudzoziemców, którzy popełnili określone kategorie przestępstw, niezależnie czy przepisy obowiązujące w miejscu popełnienia uznają ten czyn za przestępstwo. Dotyczy to:
- przestępstwa przeciwko bezpieczeństwu wewnętrznemu lub zewnętrznemu Rzeczypospolitej Polskiej,
- przestępstwa przeciwko polskim urzędom lub funkcjonariuszom publicznym,
- przestępstwa przeciwko istotnym polskim interesom gospodarczym,
- przestępstwa fałszywych zeznań złożonych wobec urzędu polskiego,
- przestępstwa, z którego została osiągnięta korzyść majątkowa na terytorium Rzeczypospolitej Polskiej (art. 112 kk),
- przestępstwa, do którego ścigania Rzeczpospolita Polska jest zobowiązana na mocy umów międzynarodowych (art. 113 kk).

W odniesieniu do zasady jurysdykcji uniwersalnej, przestępstwa konwencyjne mogą być ścigane przez państwa, które są stronami odpowiednich konwencji międzynarodowych, niezależnie od miejsca popełnienia przestępstwa czy obywatelstwa sprawcy. Oznacza to, że państwo może podjąć działania karne wobec sprawcy przestępstwa konwencyjnego, nawet jeśli czyn został popełniony poza jego terytorium, pod warunkiem że jest stroną odpowiedniej konwencji międzynarodowej.